# Act (enterprise)
Act! (anciennement connu sous le nom de Sage ACT!, 2010-2013) est un logiciel de gestion de la relation client (CRM) et une plate-forme d'automatisation du marketing, conçue pour et utilisée par les petites et moyennes entreprises. Il est développé par l’entreprise Act! et a une base de plus de 8 milliers d'utilisateurs.

## Historique
La société Conductor Software a été fondée en 1986 par Pat Sullivan et Mike Muhney à Dallas, au Texas. Le nom du logiciel était initialement Activity Control Technology, il est ensuite devenu Automated Contact Tracking, avant de n’utiliser que son acronyme. Le nom de la société a ensuite été changé en Contact Software International et a été vendu en 1993 à Symantec Corporation, qui en 1999 l'a revendu à SalesLogix (rebaptisé plus tard Interact Commerce). Sage a acheté Interact Commerce en 2001 via Best Software, sa division nord-américaine. Swiftpage l'a acquis en 2013.
À partir de la version 2006, le nom s’est transformé en ACT! par Sage, et est devenu Sage ACT! en 2010.
À la suite de son acquisition en 2013 par Swiftpage, le logiciel fut renommé  Act! .
En mai 2018, Act! a été vendu à SFW Advisors.
En décembre 2018, Kuvana, une solution logicielle de marketing automation, a été acquise par SFW et fusionnée avec Act!. Cet add-on est désormais un service complémentaire à la solution CRM de base.
En décembre 2019, Steve Oriola devient le PDG d’Act! .
En 2020, Swiftpage a changé le nom de sa société pour devenir Act! LLC.
En mars 2023, Act! a embauché Bruce Reading en tant que président-directeur général.

## Le logiciel
Les fonctionnalités d’Act! incluent la gestion des contacts, des entreprises et des opportunités, un calendrier, des outils de marketing automation et d'e-marketing, des rapports, des tableaux de bord interactifs et graphiques et la possibilité de suivi des clients potentiels.
Act! s'intègre à Microsoft Word, Excel, Outlook, Google Contacts, Gmail et d'autres applications via Zapier. Pour les intégrations personnalisées, Act! possède une API intégrée.
Act! est accessible à partir des bureaux Windows (Win7 et versions ultérieures)  avec une base de données partagée locale ou en réseau ; il est synchronisable avec des ordinateurs portables ou des agents distants; Citrix ou bureau à distance; Navigateurs Web (Premium uniquement) en auto-hébergement ou en SaaS ; smartphones et tablettes via HTML5 Web (Premium uniquement); smartphones et tablettes via la synchronisation Handheld Contact.